# Бойковщина

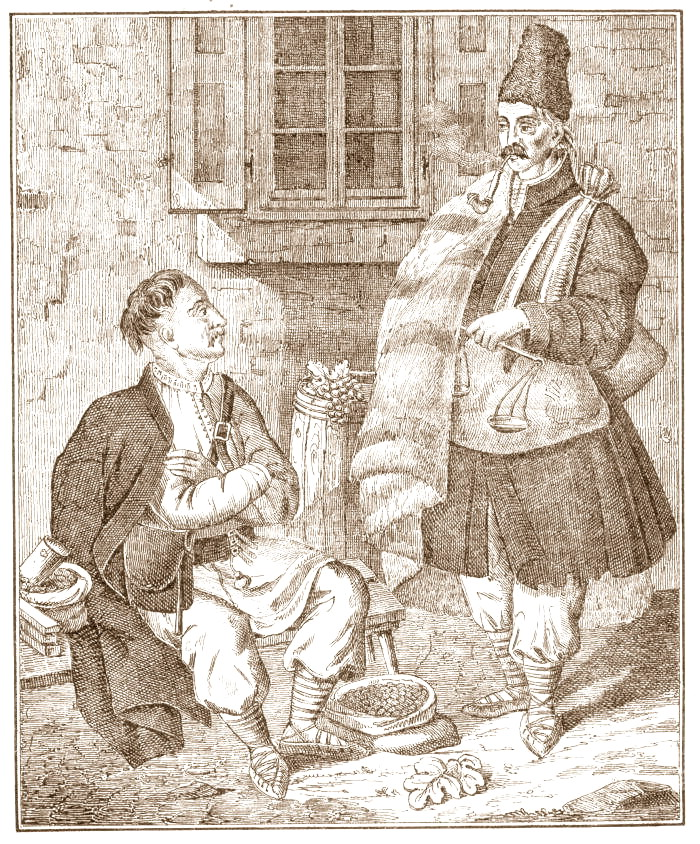
Типы жителей Галиции. Бойки. Литография1837 г.

Бо́йковщина (укр. Бо́йківщина) — историко-этнографическая область на северных и южных склонах Карпат; охватывает горные районы Львовской, Ивано-Франковской, Закарпатской областей — меж рр. Сян и Ломница, и Закарпатской области Украины — от р. Уж на западе до р. Теребля на востоке, а также Подкарпатского воеводства Польши, и занимает около 8 тысяч км². Происходит от названия населения области — бо́йков.

## История
Через Бойковщину издавна проходил главный торговый и военный путь из Руси в Венгрию и Западную Европу. Крупнейшие городские поселения — Турка, Сколе, Борыня, Воловец, Межгорье, Старый Самбор, Борислав, Долина, и другие.
В 1772—1918 годах Бойковщина находилась в составе Австро-Венгрии, 1919—1939 годах — Польши и Чехословакии.
В 1927 году в городе Самбор сформировалось научно-культурное общество «Бойковщина», которое собирало и сохраняло культурные ценности и исследовало территорию, историю и язык бойков. В этом же году обществом был создан музей «Бойковщина». Члены общества собирали материалы по истории, географии, этнографии, экономике, фольклору, а также произведения изобразительного и декоративно-прикладного характера. Был организован собственный журнал «Летопись Бойковщины».
После присоединения в 1939 году Западной Украины и 1945 году Закарпатья бо́льшая часть Бойковщины входит в состав УССР.
Население разговаривает на бойковских говорах юго-западного наречия украинского языка. Традиционная культура представляет собой симбиоз равнинной украинской и валашской моделей. Преобладает греко-католическое вероисповедание, много представителей Православной церкви Украины и Украинской православной церкви Московского патриархата.
На Бойковщине родилось много известных деятелей, в частности гетман Петр Сагайдачный, генеральный писарь, затем генеральный судья Войска Запорожского Иван Креховецкий, известный украинский писатель и общественный деятель Иван Франко.
Иван Франко посвятил истории и культуре этого края ряд художественных, публицистических и научных произведений («Этнографическая экспедиция на Бойковщине», «Карпато-Русское писательство» и другие).